# Amathusia schönbergi
Amathusia schönbergi is een vlinder uit de familie Nymphalidae. De wetenschappelijke naam van de soort is voor het eerst geldig gepubliceerd in 1888 door Eduard Honrath.